# 조 매든
조지프 존 매든(Joseph John Maddon , 1954년 2월 8일 ~ )은 메이저 리그 베이스볼의 로스앤젤레스 에인절스 오브 애너하임을 위한 미국 프로 야구 감독이다. 이전에 그는 탬파베이 레이스와 시카고 컵스를 감독하였다.
매든은 1994년 에인절스와 함께 메이저 리그에서 자신의 코치 경력을 시작하여 벅 로저스, 마셀 래셔먼, 존 맥나마라, 테리 콜린스와 마이크 소샤 감독들 아래 지냈다. 그는 이 시간 동안 임시 감독으로 2개의 재직 기간을 지냈다. 그는 2006년부터 2014년을 통하여 레이스를 감독하여 2008년 아메리칸 리그 페넌트를 우승하였다. 2014년 시즌에 이어 자신의 계약 탈퇴 후, 컵스에 입단하여 2015년 내셔널 리그 챔피언십 시리즈로 그들을 이끌었고 "올해의 내셔널 리그 감독"으로 임명되었다. 2016년 매든은 컵스를 1908년 이래 그들의 첫 월드 시리즈 타이틀로 감독하였다.

## 어린 시절과 경력
펜실베이니아주 웨스트 헤이즐턴에서 이탈리아계 부친 조지프 1세 (본래 성은 마도니니)와 폴란드계 모친 앨비나 클로섹에게 태어난 매든은 부친의 배관 가게 위에 있는 아파트에서 자라왔다.
매든은 라파예트 칼리지에서 수학하여 야구와 미식축구를 하였고 1976년에 졸업하였다. 그는 Zetz Psi 친목회의 회원이다. 그는 2010년 9월 2일 라파예트 칼리지로부터 명예 학위를 받았다.
매든은 마이너 리그에서 포수로서 자신의 프로 선수 경력을 시작하여 1975년 자유 계약 선수로서 캘리포니아 에인절스 조직과 함께 계약을 맺었다. 매든은 자신이 4개의 시즌 동안 활약했던 클래스 A 보다 전혀 더 높이 진출하지 않았다. 1976년 그는 쿼드시티스 에인절스와 함께 자신의 경력을 시작하여 50개와 경기와 163개의 타수에서 .294 점을 쳤다. 그는 살리나스 에인절스과 2개의 시즌, 그리고 산타클라라 파드리스와 함께 최종 시즌과 함께 따랐다. 자신의 4개 시즌에서 그는 한 시즌에 전혀 180개 이상의 타수를 가지지 않았고, 자신이 여태까지 친 가장 많은 홈런은 1977년 살리나스 에인절스를 위하여 3개였다. 전체로서 그는 514개의 타수에서 5개의 홈런과 함께 .267 점을 쳤다.
전체로서 매든은 마이너 리그 감독, 스카우트, 로빙 마이너 리그 타구 강사와 메이저 리그 팀을 위한 코치로서 시간을 포함한 31년 동안 에인절스 조직과 함께 일하였다.

## 코치/감독 경력

### 캘리포니아/애너하임/로스앤젤레스 에인절스 오브 애너하임 (1975년 ~ 2005년)
1979년 에인절스 조직에서 포수로서 이루는 데 시도한 4개의 시즌을 보낸 후, 매든은 자신의 선수 경력을 포기하고 코치가 되는 데 결정을 하였다. 그는 스카우트로서 시작하여 에인절스의 제2군 리그 합동 운영제와 마이너 리그의 로빙 타구 강사 같은 포지션들로 지속하려고 하였다.
마이너 리그 감독으로서 그는 6개의 시즌에 279 승 339 패 기록을 가졌다. 그는 1981년부터 1986년까지 마이너 리그에서 감독을 하여 각각 팀은 패배 기록을 가졌다. 그의 종말들은 루키 리그의 아이다호폴스 에인절스 (1981년), 클래스 A 세일럼 에인절스 (1982년 ~ 1983년), 클래스 A 페오리아 치프스 (1984년)와 클래스 AA 미들랜드 에인절스 (1985년 ~ 1986년)을 감독한 것을 포함한다. 1987년부터 1993년까지 마이너 리그 로빙 강사로 지낸 후, 매든은 코치로서 빅 리그 팀으로 승진되었다.
매든은 1994년부터 2005년까지 에인절스를 위하여 메이저 리그 코치를 지냈다. 그는 1996년 존 맥나마라의 입원, 1998년 테리 콜린스의 정직과 1999년 콜린스의 결국적인 이탈에 이어 3개의 경구들에 1루 코치, 벤치 코치와 임시 감독 같은 포지션들을 보유하였다. 그는 임시 감독으로서 27 승 24 패의 합쳐진 기록과 함께 끝냈다. 1993년부터 1994년까지 그는 마셀 래셔먼 아래 코치를 지내기도 하였다. 맥나마라와 콜린스 아래 벤치 코치로 지낸 동안 그는 가끔 포지션들을 회전하였다. 1999년 에인절스가 마이크 소샤를 기용했을 때 그는 결국 안정을 찾았다. 그는 2000년부터 2005년까지 소샤의 벤치 코치를 지내 2002년 월드 시리즈 우승 반지를 얻었다. 매든이 애너하임을 떠났던 무렵 그는 에인절스 조직과 전체 31년을 보냈다.

### 탬파베이 레이스 (2006년 ~ 2014년)
매든은 2004년 테리 프랭코나에게 간 보스턴 레드삭스의 감독직을 위하여 후보로 숙고되었다. 2005년 11월 15일 매든은 탬파베이 데블 레이스를 감독하는 데 기용되었다. 그의 기호인 두꺼운 테두리 안경은 모의 쌍을 갖춘 경품과 레이스를 상대로 활약했을 때 안경을 쓴 에인절스의 선수들로부터 추모들로 이끌었다.

#### 2006년 ~ 2007년

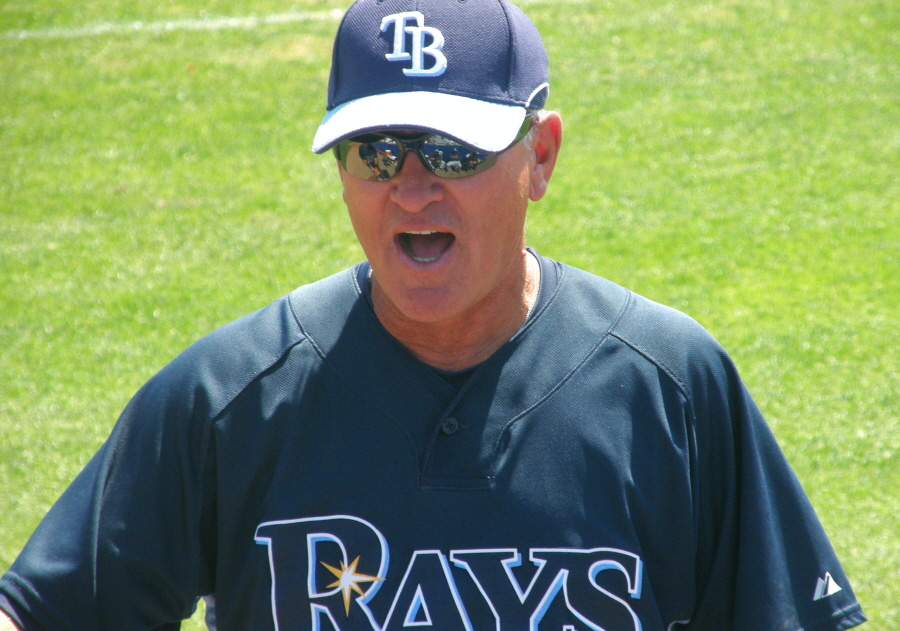
탬파베이 레이스와 함께

레이스는 매든의 첫 2개의 시즌에 121 승 197 패로 갔다. 레이스는 이번에 총지배인 앤드루 프리드먼의 감독 아래 아직 또다른 재구축 단계에 있었다. 탬파베이는 4천 4백만 달러에 야구에서 가장 낮은 지불 급료 총액을 보유하였다. 그들은 아직 우승 시즌이 없었으나 젊은 국산의 스타 선수들 데이비스 프라이스, 에번 롱고리아, 제임스 실즈와 B. J. 업턴의 개발로 인하여 희망적이었다. 자신의 전임자 루 피니엘라와 달리 매든은 연속적 90개 이상의 경기를 패배한 시즌들을 견딘 동안 선수들의 젊은 핵심을 개발한 것에 인내를 전하였다.

#### 2008년
2008년 매든은 레이스를 그들의 아메리칸 리그 동부 디비전 타이틀로 지도하였다. 그는 아주 가능성이 높았던 뉴욕 양키스와 보스턴 레드삭스에 디비전 타이틀을 우승한 젊은 선수들의 팀을 이끌었다. 매든의 팀은 시카고 화이트삭스를 상대로 2008년 아메리칸 리그 디비전 시리즈에서 3 대 1의 승리와 라이벌 레드삭스를 상대로 아메리칸 리그 챔피언십 시리즈에서 4개의 경기에서 3개로 승리로 프랜차이즈의 첫 플레이오프 시리즈를 기록하였다. 이 일은 필라델피아 필리스를 상대로 탬파베이가 홈구장 이점을 보유한 첫 월드 시리즈 출연이었다. 필리스가 5개의 경기에서 월드 시리즈를 우승하였다. 매든은 "올해의 아메리칸 리그 감독" 상을 수상하였다. 그는 또한 척 태너 올해의 메이저 리그 베이스볼 감독 상을 받았다.

#### 2009년 시즌
2009년 5월 25일 탬파베이 레이스와 매든은 2012년을 통하여 그를 레이스의 감독으로 지킬 연장 계약으로 동의하였다. 그는 자신이 처음으로 팀의 감독이 되었을 때 자신의 시초적 계약의 최종의 세월에 지냈다. 레이스는 2009년 시즌의 종료 후에 매든을 지킬 것에 의문이 전혀 없었던 것을 진술하였다.
7월 14일 매든은 아메리칸 리그 올스타 팀을 4 대 3의 승리로 감독하였다. 이언 킨슬러가 팬 투표, 선수 투표와 "스피린트 결승" 경연에서 좁게 2위를 했음에 불구하고, 논쟁이 2루수 킨슬러를 예비 선수로 고르는 데 그의 실패를 동행하였다. 동료 2루수 더스틴 페드로이아를 대체하는 데 매든은 대신 1루수 카를로스 페냐를 선택하였다. 비슷하게 롱고리아를 대체하는 데 매든은 에인절스의 숀 피긴스를 선택하였다.

#### 2010년 시즌
2010년 4월 메이저 리그 베이스볼이 감독와 코치들이 그들의 저지에 후디가 아닌 공식 팀 자켓 혹은 승인된 마제스틱 풀오버를 입는 것을 명령했을 때 매든은 "그것은 나에게 거의 보안 담요 같다. 시원한 밤에 후디 없이 감독하는 것은 매우 당황적일 수 있었다. 더욱 나가서 난 그것이 잘못되었다고 생각한다."는 것을 불평하였다. 메이저 리그 베이스볼은 며칠 후에 자신들의 결정을 뒤집었다.
9월 28일 레이스는 팀 역사상 자신들의 2번째 플레이오프 정박지로 결말을 지었다. 이 일은 3년 만에 그들의 2번째 플레이오프 출연이었다. 그들은 96 승 66 패에 한해를 끝냈다. 레이스는 자신들의 2번째 아메리칸 리그 동부 챔피언십을 우승하였으나 아메리칸 리그 디비전 시리즈에서 텍사스 레인저스에게 3 대 2로 패하였다.

#### 2011년 ~ 2013년
2011년 레이스는 시즌으로 0 승 6 패의 출발과 9월 와일드 카드 경주에서 9 경기 적자에 불구하고, 두번째 연속적 플레이오프 출연을 이루어 시즌의 최종의 날에 아메리칸 리그 와일드 카드로 결말을 지었다. 시즌의 말기 후에 매든은 자신의 경력에 두번째 올해의 아메리칸 리그 감독으로 임명되었다. 2012년 2월 13일 레이스는 매든을 3년 연장으로 계약하였다.
4월 16일 레드삭스를 상대로 경기에서 매든은 감독으로서 자신의 500번째 경력 경기를 우승하였다. 레이스는 아메리칸 리그 동부에서 3위와 아메리칸 리그 와일드 카드에서 3위를 위하여 좋았던 90 승 72 패에 시즌을 끝냈다.
2013년 5월 8일 토론토 블루제이스에 승리와 함께 매든은 자신의 600번째 우승을 얻었다. 매든은 2014년 5월 25일 레드삭스에 승리와 함께 자신의 700번째 우승을 얻었다. 레이스는 92 승 71 패의 기록과 함께 시즌을 끝내 아메리칸 리그 와일드 카드로 결말을 지었다. 그들은 2013년 아메리칸 리그 디비전 시리즈에서 레드삭스에게 3개의 경기에서 1개로 패하였다.

#### 2014년
레이스는 7년 만에 77 승 85 패로 자신들의 최악의 기록과 함께 끝냈다. 그들은 맷 무어를 토미 존 수술로 잃었고, 데이비드 프라이스와 벤 조브리스트 같은 스타 선수들에 대한 일정한 이적 소문들과 함께 다루었다. 조브리스트가 세인트피터스버그에서 시즌을 끝낸 동안 프라이스는 디트로이트 타이거스로 이적되고 말았다. 레이스는 다친 부상들과 다루었고 전혀 회복하지 않았다. 그들은 9월 19일 포스트시즌 경합에서 제거되었다.
2014년 10월 14일 레이스의 총지배인 앤드루 프리드먼은 로스앤젤레스 다저스를 위한 야구 운영 사장의 역할을 취하는 데 탬파베이를 떠났다. 프리드먼의 이탈은 매든의 계약에 옵트 아웃 조항을 활성화하여 프리드먼의 사임의 2주 안에 매든을 그렇게 하도록 허용하였다. 레이스는 그 시기 동안 매든을 재계약하는 데 공격적으로 시도하였으나 매든은 자신의 계약으로부터 옵트 아웃하였다. 매든은 754 승 705 패의 기록과 함께 자신의 재직 기간을 끝냈다.

#### 탬파베이 퇴거
세인트피터스버그로부터 매든의 이탈 소식이 속보된지 거의 즉시 후데 당시 릭 렌테리아에 의하여 보유된 컵스의 감독 포지션으로 그를 연결한 소문들이 시작되었다. 컵스 감독직은 렌테리아에게 2014년 시즌의 완료에 이어 2015년 팀을 감독하는 데 참으로 그가 돌아올 것을 약속하였다. 2014년 11월 2일 컵스는 자신들이 렌테리아를 해고시키고 매든을 기용했다는 것을 공고하였다. 매든의 계약은 5년, 2천 5백만 달러였다. 렌테리아는 자신이 거절한 컵스와 함께 다양한 다른 포지션들이 제공되었다. 컵스에 의하여 해고된 후, 렌테리아는 2016년 시즌을 위하여 시카고 화이트삭스 벤치 코치로서 계약을 맺고 2017년 팀의 감독이 되었다.
레이스는 메이저 리그 베이스볼과 함께 뇌물 혐의를 제출하여 매든이 탬파베이에서 옵트 아웃한 단 하나의 이유는 컵스가 그를 경기에서 보수를 가장 많이 받는 감독으로 만들 취급을 제공할 그의 인식 때문이었다는 것을 주장하였다. 컵스의 회장 테오 엡스타인은 자신들의 감독 포지션에 관하여 그를 계약하기 전에 매든이 참으로 자유 계약 감독이었다는 확실한 것으로 매이저 리그 베이스볼에 이메일을 보냈다는 것을 주장하였다. 2015년 4월 29일 메이저 리그 베이스볼은 뇌물 혐의로부터 컵스를 지웠다.

### 시카고 컵스 (2015년 ~ 2019년)
매든은 2015년부터 2019년까지 시카고 컵스를 감독하여 클리블랜드 인디언스에 우승한 4 대 3의 시리즈와 함께 자신의 2번째 해에 컵스의 108년 월드 시리즈 결핍을 깼다. 그의 .518의 우승률은 프랭크 챈스 이래 컵스 감독을 위하여 가장 많았고, 감독으로서 자신의 19개 플레이오프 승리들은 팀의 기록이며 2015년부터 2018년까지 팀의 4연속 플레이오프 정박대로이다. 2018년 플레이오프로부터 컵스의 빠른 퇴거에 이어 컵스는 컵스가 이어진 해에 플레이오프로 이루는 데 실패한 후 팀이 만기되는 데 허용했던 그의 5년 계약에 매든에게 연장을 주지 않기로 선택하였다.

#### 2015년 ~ 2016년

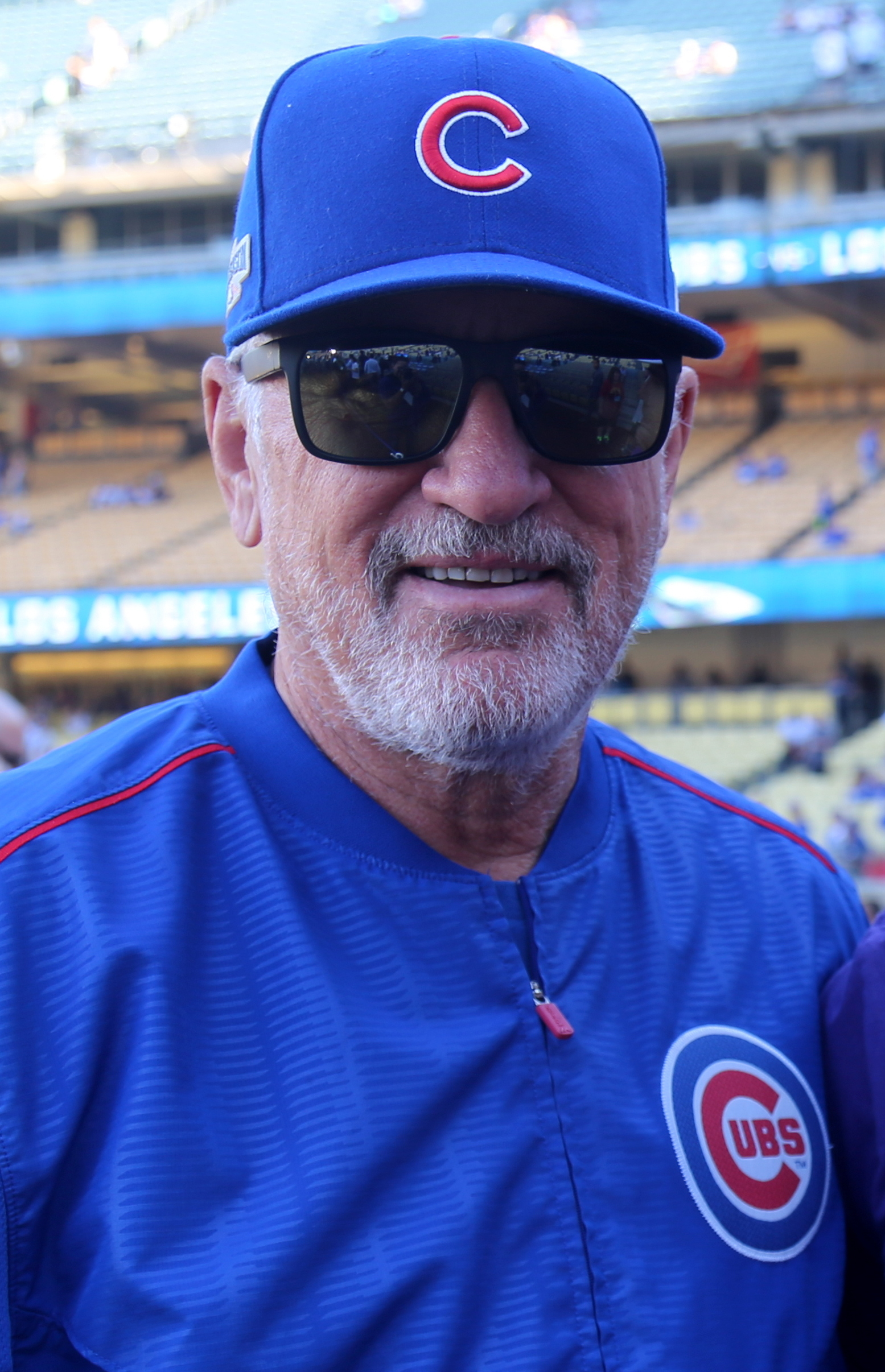
시카고 컵스 감독 시절의 매든 (2016년 10월 20일 다저 스타디움에서)

2015년 5월 14일 매든은 뉴욕 메츠에 6 대 5의 홈 승리에서 자신의 800번째 감독 우승을 기록하여 활동적인 감독들 중에 자신을 8위에 놓았다. 6월 메츠와 경기를 가지는 데 여행에 매든은 컵스의 클럽하우스에서 상연하는 데 마술사를 데려왔다. 컵스는 5연속 경기를 패하였고, 그 일은 매든이 전에 레이스와 해놓았던 것이었다. 시즌의 전반기의 종료 후에 컵스는 높이 경연된 내셔널 리그 중부 디비전에서 3위를 위하여 좋았던 47 승 40 패의 기록을 보유하였다. 컵스는 3연속 시즌을 위하여 마지막 순위로 왔다.
올스타 브레이크 후에 느리게 나온 후 필리스의 콜 해멀스가 7월 25일 리글리 필드에서 노히트 노런을 매겼다. 야구에서 최악의 기록과 함께 한 팀 필리스에 의하여 휩쓸어짐에 이어 컵스는 9개 경기 연승에 갔고, 당시 메이저 리그에서 최고의 행로 기록을 보유하였다. 컵스는 로스앤젤레스에서 8월 30일 제이크 아리에타에 의한 노히트 노런을 포함한 시즌의 후반기를 통하여 자신들의 뜨거운 연속을 지속하였다. 9월 26일 샌프란시스코 자이언츠의 오클랜드 애슬레틱스에게 패배에 이어 컵스는 2008년 이래 자신들의 첫 포스트시즌 정박지로 결말을 지었다. 그들은 2014년 24개의 향상과 2008년 이래 자신들의 첫 97개 우승 시즌으로 97개의 우승과 함께 시즌을 끝냈다.
내셔널 리그 와일드 카드 경기에서 아리에타로부터 완투 무실점에 PNC 파크에서 컵스가 4 대 0으로 피츠버그 파이리츠를 꺾어 세인트루이스 카디널스를 향하는 데 내셔널 리그 디비전 시리즈로 진출하였다. 우승은 2003년 내셔널 리그 챔피언십 시리즈의 4번째 경기 이래 컵스의 첫 포스트시즌 승리로 특징을 지었다. 세인트루이스에서 첫 경기를 패한 후, 컵스는 3연속 경기를 이기러 가 리글리 필드에서 내셔널 리그 디비전 시리즈를 우승하였다. 컵스는 내셔널 리그 챔피언십에서 메츠를 상대로 경기를 가졌으나 4개의 경기에서 패하였다. 시즌 후에 매든은 "올해의 내셔널 리그 감독" 상을 수상하였다.
매든의 어린 컵스는 월드 시리즈를 우승하는 데 저술가의 후보로서 2016년 시즌으로 들어갔다. 그들은 눈물에 시즌을 시작하여 자신들이 전혀 포기하지 않은 선두로 4월 11일 내셔널 리그 중부에서 1위를 차지하였다. 5월 10일까지 컵스는 자신들의 디비전에서 뛰어난 선두 경기와 함께 25 승 6 패 (0.806 우승률)의 기록을 가졌다. 팀은 80년 만에 자신들의 첫 100개 우승으로 103 승 58 패의 정규 시즌 기록으로 가 19개 만큼 많은 경기들에 의하여 자신들의 디비전을 이끌었다. 그들은 가장 큰 후보로서 포스트시즌에 드러가 AT&T 파크에서 결정타에 굉장한 4개 득점의 9번째 이닝 복귀와 함께 4개의 경기에서 자이언츠를 재빨리 해치웠다. 10월 22일 컵스는 내셔널 리그 챔피언십 시리즈의 6번째 경기에서 다저스를 꺾어 1945년 이래 자신들의 첫 페넌트를 얻었으며 또한 양리그에서 페넌트들을 우승한 감독들의 작은 명단에 매든이 가입하는 데 허용하였다. 페넌트를 우승하지 않은 그들의 연속은 메이저 리그 베이스볼 역사상 가장 장기적이었으며 71년이나 걸렸다. 그들은 108년 만에 자신들의 첫 월드 시리즈 타이틀을 위하여 월드 시리즈의 7번째 경기에서 인디언스를 꺾었다.

#### 2017년 ~ 2018년
밀워키 브루어스게게 4.5 경기들 뒤로 떨어지고 올스타 브레이크에서 하나의 패배 기록을 게시함에 불구하고 컵스는 내셔널 리그 중부 우승 팀으로서 되풀이하면서 집결하여 92 승 70 패의 기록과 함께 끝냈다. 컵스는 내셔널 리그 디비전 시리즈에서 워싱턴 내셔널스를 꺾어 컵스의 4연속 포스트시즌 시리즈 우승으로 특징을 지었다. 하지만 컵스는 2연속 내셔널 리그 페넌트에 결말을 짓지 못하여 다저스에게 내셔널 리그 챔피언십 시리즈에서 4 대 1로 떨어졌다.
매든의 2018년 시즌은 2015년 사이 영 상 수상자 제이크 아리에타, 오른손 잡이 출발 선수 존 래키, 2017년 최종회 웨이드 데이비스, 전 최종회 엑토르 론돈, 벤치 코치 데이브 마르티네스, 투수 코치 크리스 보시오와 타구 코치 존 맬리를 포함한 선수 명단과 코치 둘다로부터 몇몇의 주요 이탈을 보았다. 컵스는 전 다저스 선수들 다르빗슈 유와 브랜든 모로를 포함한 자신들의 투수들을 튼튼하게 하는 데 몇몇의 자유 계약 인수를 만들었다.
컵스가 자신들의 디비전을 우승하는 2017년 기록보다 3개나 더 많은 우승과 함께 끝냈으며 컵스의 95개 우승은 3연속 디비전 챔피언십을 확보할 수 없었다. 밀워키에 5개 경기 선두와 함께 9월로 들어간 브루어스는 컵스를 상대로 자신들의 최종 6개 경기를 우승하여 경기를 163개로 강요하는 데 7개 연승과 함께 자신들의 시즌을 완료하였다. 컵스는 홈구장에서 타이브레이크 경기와 13개의 이닝에서 콜로라도 로키스를 상대로 온 그 후의 와일드 카드 경기 둘다를 패하였다.

#### 2019년 시즌과 이탈
컵스는 2018년 오프시즌 동안 매든의 계약을 연장시키지 않기로 선택하였다. 엡스타인은 기자 회견에 다가오는 시즌 후에 매든의 중개인과 팀이 교섭으로 들어가지 않을 것을 말하였다. 컵스는 또한 전의 해에 둘다 기용된 타격 코치 칠리 데이비스와 투수 코치 짐 히키를 면직시켰다.
팀이 그 첫 7개의 경기를 통하여 1 승 6 패의 출발로 약해진 후, 컵스는 디비전 라이벌들의 3개 경기 홈구장 휩씀과 함께 5월 5일 처음으로 카디널스를 추월하였다. 4월 7일부터 5월 29일을 통하여 컵스는 전체 24 승 14 패와 2위를 한 브루어스의 위로 2.0 경기에 22 승 7 패의 기록을 가졌다.
2019년 시즌의 나머지를 통하여 컵스는 팀이 로드 시리즈를 이기지 않았던 2개월 확장을 포함한 60 승 64 패 기록과 함께 500개 이하의 야구를 활약하였다. 하지만 컵스는 시즌의 최종 10개 경기 (그 중에 7개는 디비전을 이끈 카디널스를 상대로)로 들어가는 데 와일드 카드 자리와 중부 디비전 둘다를 위하여 논쟁에 남아있었다. 카디널스는 1921년 이래 처음으로 4개의 경기에서 리글리 필드에서 컵스를 휩쓸어 2014년 이래 처음으로 컵스를 플레이오프 정박지로부터 지킬 9개의 배배 연속의 처음이었다.
9월 29일 시즌의 최종 경기가 열리기 전에 엡스타인과 매든은 합동 기자 회견에서 매든의 시초적 5년 계약이 갱신되지 않을 것이라고 공고하였다. 컵스의 감독으로서 매든의 최종 경기는 디비전에 결말을 짓고 카디널스를 위하여 4년 플레이오프 결핍을 끝낸 카디널스에게 9 대 0의 패배였다. 컵스는 1위의 7개 경기들로 84 승 78 패에 3위를 하였다.

### 로스앤젤레스 에인절스 (2020년 ~ 현재)

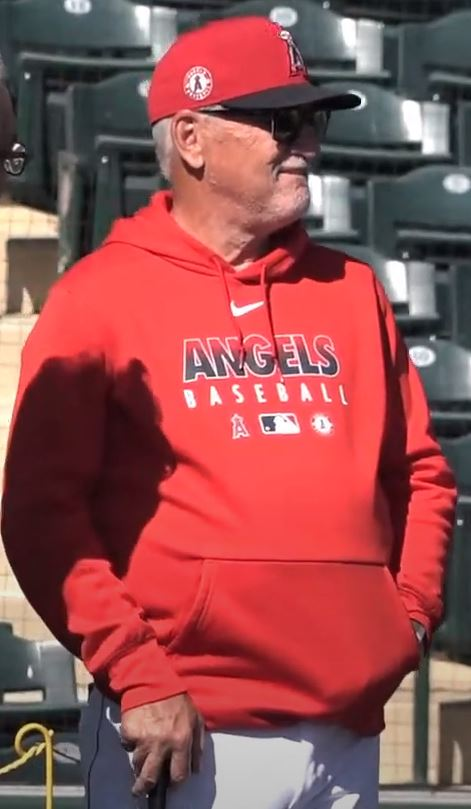
2020년 스프링 트레이닝에서

2019년 10월 16일 매든이 2020년 시즌을 위하여 감독으로서 에인절스로 돌아올 것이라고 공고되었다. 그는 3년 거래에 계약하였다.

#### 2020년
2020년 그는 메이저 리그 야구에서 여러 감독의 최저율로 한 경기에 0.37 대타자들을 기용하였다. 진행되는 코로나19 범유행의 이유로 2020년 시즌은 60개의 경기로 짧아졌다. 추가로 플레이오프는 6개의 정규 경기 대신 각각의 리그로부터 8개의 팀을 포함하는 데 확장되었다. 이것에 불구하고, 에인절스는 아메리칸 리그 서부에서 4위를 하는 데 26 승 34 패에 시즌을 끝내 6연속 시즌을 위하여 플레이오프를 놓쳤다.